# Andorska košarkaška reprezentacija
Andorska košarkaška reprezentacija predstavlja Andoru u muškoj košarci. U najlošijoj je, Diviziji C. Osim na europskim košarkaškim prvenstvima divizije C, natječe se i na Igrama malih europskih država. Nadležni savez je član FIBA-e od 1988.

## Povijest

### Europska prvenstva divizije C
- 1994.: 8. mjesto
- 1996.: 6. mjesto
- 1998.: zlato
- 2000.: zlato
- 2002.: 4. mjesto
- 2004.: zlato
- 2006.: bronca
- 2008.: 4. mjesto
- 2010.: srebro

### Igre malih europskih država
- 2004.: 5. mjesto
- 2005.: 4. mjesto
- 2007.: 4. mjesto
- 2009.: bronca